# Ghassan Zaqtan

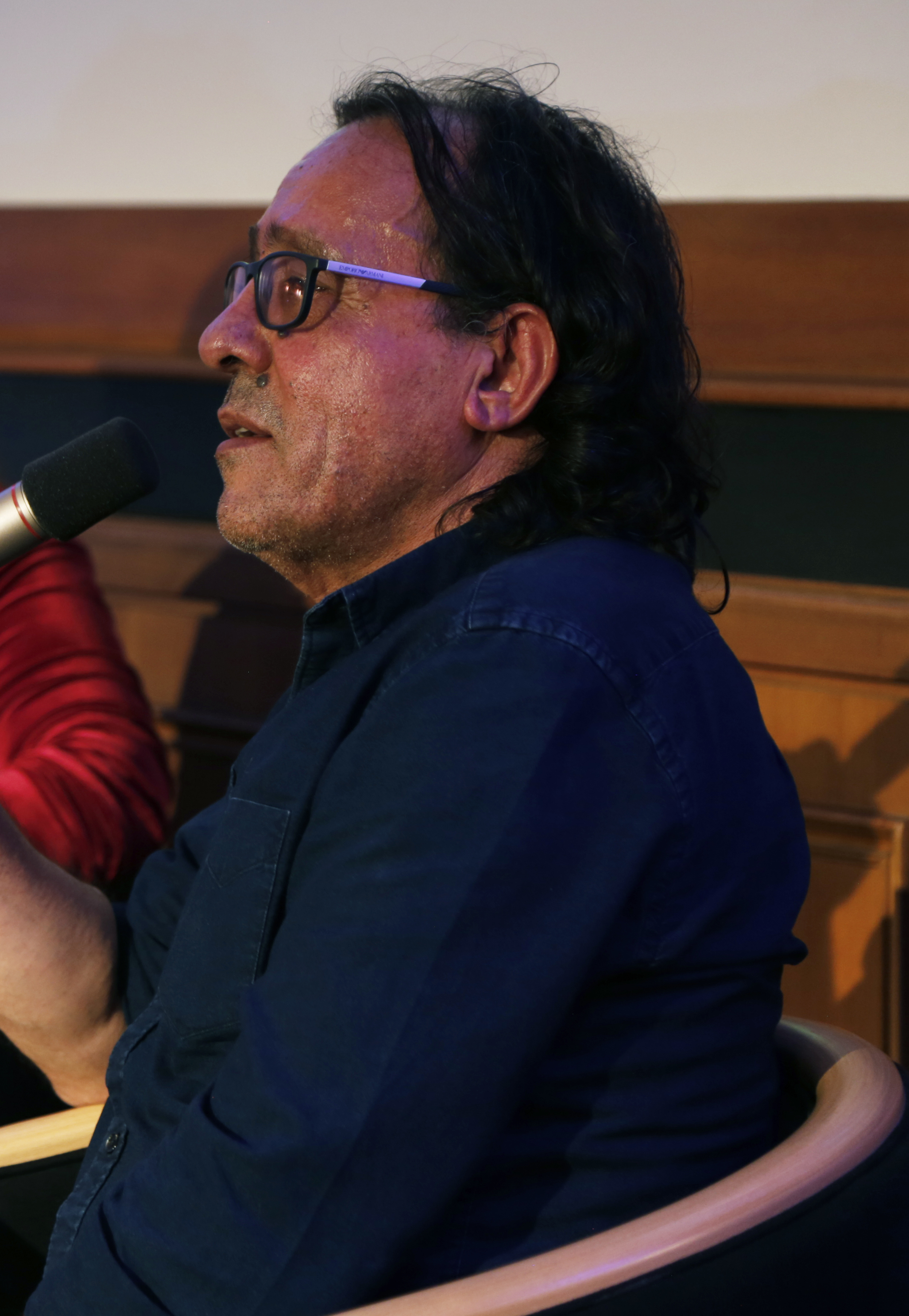
Ghassan Zaqtan bei den 2. Arabisch-deutschen Literaturtagen in Berlin 2019

Ghassan Zaqtan (arabisch غسان زقطان, DMG Ghassān Zaqṭān; * 1954 in Beit Jala, Westjordanland) ist ein palästinensischer Schriftsteller.

## Leben
Ghassan Zaqtans Vater Khalil Zaqtan war für die UNRWA tätig und Zaqtan verbrachte seine Kindheit zunächst in arabischen Flüchtlingslagern. Die Familie zog später in die Nähe von Amman. Zaqtan besuchte dort eine Lehrerbildungsanstalt in Na'ur und arbeitete als Sportlehrer. Ab 1978 lebte Zaqtan dann in verschiedenen Orten, so bis 1982 Beirut. In Damaskus, wo er nach 1982 das Asyl bekam, übernahm er die Redaktion der Literaturseiten der palästinensischen Zeitung „al-Hurriya“. In Tunesien gab er bis Mitte der 1990er Jahre gemeinsam mit Ahmad Dahbur die PLO-Literaturzeitschrift „Bayadir“ heraus. 1994 übersiedelte er nach Ramallah. Er war dort 1998 Mitgründer des „Hauses der Dichtung“. Er arbeitet als Leiter der Literatur- und Publikationsabteilung des Kultusministeriums der Palästinensischen Autonomiebehörde in Ramallah und verantwortet die Literaturbeilage der palästinensischen Tageszeitung „al-Ayyam“.
Neben seinen verschiedenen Brotberufen schreibt Zaqtan vornehmlich Lyrik und gab mehrere Gedichtbände heraus. Er schrieb auch verschiedene Prosatexte, einen kurzen Roman sowie einige Theaterstücke und Drehbücher für Dokumentarfilme und Fernsehproduktionen.  
Für seinen in Englische übersetzten Gedichtband Like a Straw Bird It Follows Me erhielten er und sein Übersetzer Fady Joudah 2013 den kanadischen Griffin Poetry Prize. Zaqtan stand 2013 auch auf der Shortlist für den US-amerikanischen Neustadt International Prize for Literature und war 2016 erneut nominiert.

## Werke
Titelauswahl in Transkription
- Like a Straw Bird It Follows Me: And Other Poems. Ins Amerikanische übersetzt und mit einem Vorwort von Fady Joudah. Yale U.P., 2012
- Comme un rêve à midi. Ins Französische übersetzt von Antoine Jockey. Neuilly : Al Manar, 2010 ISBN 9782913896987
- Laisa min ajli. Dar al-multaqa, Limasol, 1992
- Sama khafifa. Al-Ahali, Damaskus, 1993
- Wasf al-madi. Azminah, Amman, 1995
- Istidraj al-jabal. Al-Muassasa al-arabiya, Beirut, 1999
- Sira bi al-fahm. Riad El Rayyes Beirut, 2003
- Ka-tayrin min al-qashsh. yatba’uni Riad El Rayyes, Beirut, 2008